# Agustín Ruiz de Santayana
Agustín Ruiz de Santayana Reboiro (Zamora, 1812 - 1893) fue un filipinista, latinista, traductor y funcionario colonial español, padre del filósofo y escritor Jorge Santayana.

## Biografía
Era hijo de Nicolás Ruiz de Santayana, natural de Bádames (Santander) y de María Antonia Reboiro, nacida en Zamora. Aunque llegó a ser aprendiz de pintor, estudió quizá por imperativos familiares la carrera de Derecho en Valladolid, que apenas ejerció. Entró en el ejército y en 1845 fue nombrado gobernador de la estratégica isla filipina de Batang, en la provincia de Batanes, al norte de Luzón. Sucedía al fallecido José Borrás y Bofarull (1785-1845), padre de la que andando el tiempo será su esposa, Josefina.
Su único hijo Jorge Santayana contó de él que había dado la vuelta al mundo tres veces y en sus visitas a Inglaterra y a los Estados Unidos se había vuelto anglófilo. Tuvo después el cargo de secretario financiero del Gobernador general de las islas Filipinas, el general Manuel Pavía, marqués de Novaliches (1853-1854), y se jubiló muy joven (1856) por una enfermedad tropical que había contraído ya pasada la cuarentena.
Vuelto a la patria y con casi cincuenta años y una modesta pensión anual de jubilado de 15.000 reales, se casó en 1861 con la citada Josefina Borrás Carbonell (1826-1912), una viuda con hijos de treinta y cinco, de familia muy comprometida con las ideas liberales y vinculada a la familia de su primer marido, el comerciante bostoniano George Sturgis, considerado miembro de la clase alta o "Brahmán" de Boston. El filósofo Jorge Santayana nació el 16 de diciembre de 1863 y la familia se trasladó de Madrid a Ávila en 1864. Agustín, entusiasmado con la revolución de 1868, publicó en ese mismo año en Ávila su traducción (con notas y observaciones) de la Constitución política de los Estados Unidos de América para que sirviera de inspiración a la futura ley de leyes española.

En el periodo que estamos atravesando, en los momentos en que se prepara una elección general y libérrima de representantes del pueblo destinados a establecer la forma de gobierno que en su ciencia y patriotismo conceptúen más conveniente para la nación española, este conocimiento no solo es útil e interesante, sino de todo punto indispensable...

Pero como Josefina quería educar a las dos hijas Sturgis de su primer matrimonio en Boston, se las llevó allí en 1869 con otro hijo suyo varón que se había marchado antes, dejando a Jorge con su padre. Desde 1869 hasta 1872 Agustín y Jorge vivieron juntos en Ávila, hasta que en 1872 viajaron a Boston. Agustín no logró sentirse a gusto, de manera que Jorge se quedó con su madre y él regresó a Ávila. Esta separación, que no divorcio, fue haciéndose permanente. Y en 1888 Agustín le escribió a Josefina:

Cuando nos casamos sentí como si estuviera escrito que estaría unido a ti, cediendo a la fuerza del destino... ¡Extraño matrimonio el nuestro! Así lo dices y así es en efecto. Te quiero mucho y también tú me has tenido cariño y, sin embargo, no vivimos juntos. (En Jorge Santayana, Persons and Places, 9.)

Agustín era un alma escéptica con grandes inquietudes culturales y artísticas; tradujo al español en verso cuatro tragedias de Séneca, de las que solo consta publicara Las troyanas en 1857. También escribió (y publicó) dos monografías, una sobre las colonias holandesas en la India (1855) y otra sobre la isla filipina de Mindanao (1862). Por la correspondencia que mantuvo con su esposa sabemos que quiso que su hijo siguiera la carrera militar, pero su muy liberal esposa logró quitarle esa idea de encima.

## Obras
- Las posesiones holandesas en el archipiélago de la India, Manila: Imprenta de los Amigos del Pais, 1855.
- La Isla de Mindanao, su historia y su estado presente, con algunas reflexiones acerca de su porvenir. Madrid, Impr. de Alhambra, 1862. Incluye un mapa.
- Carta de Agustín Santayana al Director del periódico Las Novedades, remitiéndole un ejemplar de una traducción de la Constitución de Estados Unidos. Madrid, 12 de diciembre de 1868
- Trad. de la Constitución política de los Estados Unidos de América, Ávila, P. Vaquero, 1868.
- Trad. de Lucio Anneo Séneca, "Las Troyanas", publicada en la Revista Peninsular de Lisboa, II (1857), pp. 406-415; 452-464 y 510-512.